# Thierry Gueorgiou

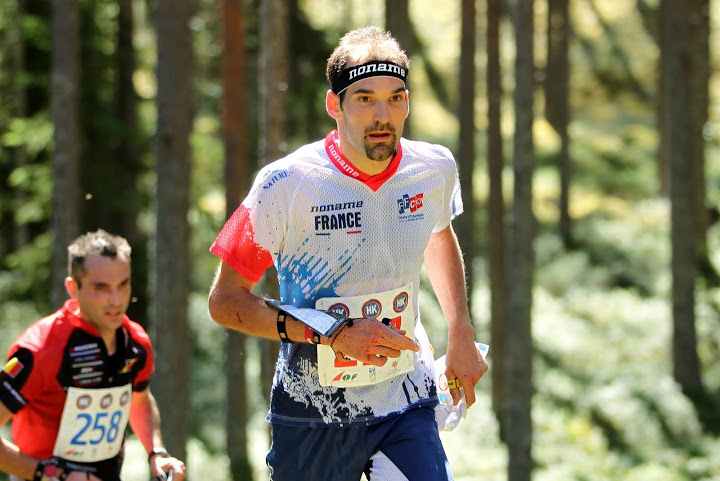
Thierry Gueorgiou, 2013

Thierry „Tero“ Gueorgiou (* 30. März 1979 in Saint-Étienne) ist ein französischer Orientierungsläufer. Mit bislang elf gewonnenen Weltmeistertiteln gehört er zu den erfolgreichsten Orientierungsläufern aller Zeiten.

## Laufbahn
1997 startete er mit 18 Jahren erstmals bei Weltmeisterschaften. Er belegte den 50. Platz im Mitteldistanzrennen und wurde mit der französischen Staffel Zwölfter. 2002 gelang ihm erstmals bei einem Weltcuprennen (im norwegischen Røros im Sprint) durch einen zweiten Platz der Sprung aufs Siegertreppchen. Ab dann verlief seine Karriere steil bergauf: 2003 gewann Thierry Gueorgiou in Rapperswil seine erste Weltmeisterschaftsgoldmedaille. Es begann nun seine jahrelange Dominanz auf der Mitteldistanz.
Bei den Weltmeisterschaften 2005 im japanischen Aichi wurde Gueorgiou zum dritten Mal hintereinander Weltmeister über die Mitteldistanz und erreichte damit etwas, das noch kein männlicher Orientierungsläufer vor ihm geschafft hatte, vergleichbar nur mit den Erfolgen der Ausnahmeathletinnen Simone Niggli und Annichen Kringstad. Bei den World Games 2005 in Duisburg konnte Gueorgiou ebenfalls gewinnen.
2006 endete die Weltmeisterschafts-Siegesserie über die Mitteldistanz. Im dänischen Aarhus verpasste er mit Rang vier den Sprung auf das Podest. Auch in den anderen Wettkämpfen konnte er keine Medaille gewinnen. Trotzdem wurde er 2006 erstmals Gesamtweltcup-Sieger, nach dem unter anderem alle drei Weltcuprennen im französischen Auvergne über die drei verschiedenen Distanzen gewinnen konnte.

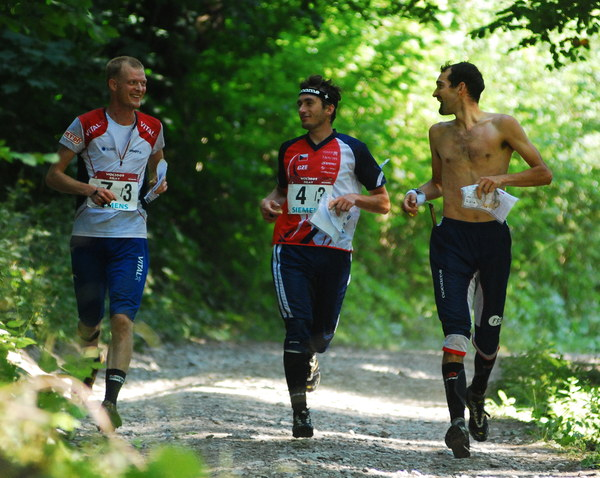
Anders Nordberg, Michal Smola und Thierry Gueorgiou (v.l.) nach der Rettung Martin Johanssons bei den Weltmeisterschaften 2009. Gueorgiou versorgte die Wunde des Schweden mit seinem Shirt.

2007 wurde er Doppelweltmeister in Kiew nach seinen Siegen im Sprint und im Mitteldistanzrennen. Beim Sieg über die 6,2 km lange Strecke verwies er den Finnen Tero Föhr um gut zwei Minuten auf den zweiten Platz. Auch 2008 gewann er sowohl den Welt- als auch den Europameistertitel über die mittlere Strecke. 2009 war er in den Unfall des Schweden Martin Johansson verwickelt. Beim Staffellauf verletzte sich Johansson schwer am Oberschenkel. Der Norweger Anders Nordberg, der Tscheche Michal Smola und Gueorgiou unterbrachen das Rennen um gemeinsam zu helfen. Während Nordberg zum Ziel lief, um Hilfe zu holen, versorgten Gueorgiou und Smola Johanssons Wunde mit dem Shirt, das Gueorgiou trug. Danach brachten sie Johansson zu einer Straße, wo er dann von einem von Nordberg geholten Arzt versorgt wurde. Gueorgiou gewann 2009 seinen sechsten Weltmeisterschaftstitel auf der Mitteldistanz, blieb aber 2010 ohne Sieg bei großen Meisterschaften. Bei den Europameisterschaften in Primorsko wurde er lediglich Elfter, bei den Weltmeisterschaften in Trondheim gewann er Bronze über die Mittel- als auch über die Langdistanz. Damit schraubte er seine Weltmeisterschaftsbilanz auf nun sieben Gold-, zwei Silber- und drei Bronzemedaillen auf.
Ein bemerkenswertes Triple gelang ihm bei den Weltmeisterschaften 2011 im französischen Département Savoie, als er jeweils deutlich die Mittel- und Langdistanz gewann sowie mit Philippe Adamski und François Gonon auch erstmals den Titel mit der Staffel holte. Die Weltcupsaison 2011 schloss er als Zweiter hinter Daniel Hubmann aus der Schweiz ab. 2013 in Vuokatti wurde Gueorgiou Weltmeister auf der Langdistanz und hinter dem Russen Leonid Nowikow Vizeweltmeister auf der Mitteldistanz.
Gueorgiou errang bereits zwanzig französische Meistertitel. National läuft er für den Klub NO Saint-Étienne, international startet er für den finnischen Verein Kalevan Rasti. Mit diesem Elite-Klub gewann er in den Jahren 2004, 2005, 2007, 2013 und 2014 die Jukola, einen der größten Staffelwettkämpfe der Welt, der jeweils im Juni in Finnland stattfindet. Als Mitglied von Kalevan Rasti ist er auch bei finnischen Meisterschaften startberechtigt, bei denen er bereits mehrere Titel gewann.

## Erfolge

### Weltmeisterschaften (WOC)
14 × Gold (1 × 2003, 1 × 2004, 1 × 2005, 2 × 2007, 1 × 2008, 1 × 2009, 3 × 2011, 1 × 2013, 1 × 2014, 1 × 2015, 1 × 2017), 4 × Silber (1 × 2005, 1 × 2009, 1 × 2013, 1 × 2016), 3 × Bronze (1 × 2003, 2 × 2010)

### Europameisterschaften (EOC)
3 × Gold (2004, 2006, 2008), 2 × Silber (2006, 2010), 1 × Bronze (2014)

### Gesamt-Weltcup (OWC)
2 × Gold (2006, 2007), 4 × Silber (2005, 2008, 2009, 2011), 1 × Bronze (2010)

### Studentenweltmeisterschaften
5 × Gold (2000, 2002)

### Übersicht
| | Weltmeisterschaften | Weltmeisterschaften | Weltmeisterschaften | Weltmeisterschaften | Europameisterschaften | Europameisterschaften | Europameisterschaften | Europameisterschaften | World Games | World Games | World Games | Nord. Meisterschaften | Nord. Meisterschaften | Nord. Meisterschaften | Nord. Meisterschaften | Franz. Meisterschaften | Franz. Meisterschaften | Franz. Meisterschaften | Franz. Meisterschaften | Franz. Meisterschaften | GWC |
| Jahr | Sp                  | MD                  | LD                  | St                  | Sp                    | MD                    | LD                    | St                    | Sp          | MD          | St          | Sp                    | MD                    | LD                    | St                    | Sp                     | MD                     | LD                     | St                     | N                      | GWC |
| --- | ------------------- | ------------------- | ------------------- | ------------------- | --------------------- | --------------------- | --------------------- | --------------------- | ----------- | ----------- | ----------- | --------------------- | --------------------- | --------------------- | --------------------- | ---------------------- | ---------------------- | ---------------------- | ---------------------- | ---------------------- | --- |
| 1997 |                     | 50.                 |                     | 12.                 |                       |                       |                       |                       |             |             |             |                       |                       |                       |                       |                        | 4.                     |                        | 3.                     |                        |     |
| 1998 |                     |                     |                     |                     |                       |                       |                       |                       |             |             |             |                       |                       |                       |                       |                        |                        |                        | 1.                     |                        | 52. |
| 1999 |                     | 24.                 |                     | 12.                 |                       |                       |                       |                       |             |             |             |                       |                       |                       |                       |                        | 1.                     |                        | 1.                     |                        |     |
| 2000 |                     |                     |                     |                     |                       | 41.                   |                       |                       |             |             |             |                       |                       |                       |                       |                        |                        |                        |                        |                        | 19. |
| 2001 | 12.                 | 18.                 |                     | 11.                 |                       |                       |                       |                       |             |             |             |                       | 8.                    | 35.                   |                       |                        | 1.                     |                        | 1.                     |                        |     |
| 2002 |                     |                     |                     |                     | 12.                   | 8.                    |                       | 9.                    |             |             |             |                       |                       |                       |                       |                        |                        |                        |                        |                        | 16. |
| 2003 | 3.                  | 1.                  |                     | 14.                 |                       |                       |                       |                       |             |             |             |                       |                       |                       |                       | 2.                     | 1.                     | 1.                     | 1.                     |                        |     |
| 2004 | 5.                  | 1.                  |                     | 7.                  |                       | 1.                    | 13.                   |                       |             |             |             |                       |                       |                       |                       |                        |                        |                        |                        |                        | 9.  |
| 2005 |                     | 1.                  | 7.                  | 2.                  |                       |                       |                       |                       |             | 1.          |             |                       |                       |                       |                       |                        | 1.                     |                        | 2.                     |                        | 2.  |
| 2006 |                     | 4.                  | 8.                  | 11.                 | 19.                   | 1.                    |                       | 2.                    |             |             |             |                       |                       |                       |                       |                        |                        |                        |                        | 1.                     | 1.  |
| 2007 | 1.                  | 1.                  |                     | 6.                  |                       |                       |                       |                       |             |             |             |                       |                       |                       |                       | 1.                     |                        |                        |                        |                        | 1.  |
| 2008 | 5.                  | 1.                  |                     | dsq                 | 8.                    | 1.                    |                       | 4.                    |             |             |             |                       |                       |                       |                       |                        |                        |                        |                        |                        | 2.  |
| 2009 |                     | 1.                  | 2.                  | 25.                 |                       |                       |                       |                       |             |             |             | 3.                    | 2.                    | 3.                    | 4.                    |                        |                        |                        |                        |                        | 2.  |
| 2010 |                     | 3.                  | 3.                  | 8.                  |                       | 11.                   | dsq                   | 2.                    |             |             |             |                       |                       |                       |                       |                        |                        |                        |                        |                        | 3.  |
| 2011 |                     | 1.                  | 1.                  | 1.                  |                       |                       |                       |                       |             |             |             |                       |                       |                       |                       |                        |                        |                        |                        |                        | 2.  |
| 2012 |                     | 4.                  |                     | 5.                  |                       |                       |                       |                       |             |             |             |                       |                       |                       |                       |                        |                        |                        |                        |                        | 6.  |
| 2013 |                     | 2.                  | 1.                  | 8.                  |                       |                       |                       |                       |             |             |             |                       |                       |                       |                       |                        |                        |                        |                        |                        | 22. |
| 2014 |                     |                     |                     |                     |                       | 3.                    |                       |                       |             |             |             |                       |                       |                       |                       |                        |                        |                        |                        |                        |     |
| 2015 |                     | 7.                  | 1.                  |                     |                       |                       |                       |                       |             |             |             |                       |                       |                       |                       |                        |                        |                        |                        |                        |     |
| 2016 |                     | 4.                  | 2.                  |                     |                       |                       |                       |                       |             |             |             |                       |                       |                       |                       |                        |                        |                        |                        |                        |     |
| 2017 |                     | 1.                  |                     |                     |                       |                       |                       |                       |             |             |             |                       |                       |                       |                       |                        |                        |                        |                        |                        |     |
| Erklärung: GWC = Gesamt-Weltcup / Sp = Sprint, KD = Kurzdistanz, MD = Mitteldistanz, LD = Langdistanz, Kl = Klassische Distanz, E = Einzelwettbewerb , St = Staffel, N = Nacht-OL |                     |                     |                     |                     |                       |                       |                       |                       |             |             |             |                       |                       |                       |                       |                        |                        |                        |                        |                        |     |

## Sonstiges
Er lebt in St. Etienne, wo er Biologie studiert. Thierry Gueorgiou wird in Skandinavien oft Terje Gundersen (vor allem in Norwegen) oder Tero Kettunen (in Finnland) genannt. Daher rührt auch der Name seiner früheren Website, tero.fr. Er ist 1,93 Meter groß und wiegt 74 kg.